# 서호면
서호면(西湖面)은 대한민국 전라남도 영암군의 면이다. 넓이는 48.90km2이고, 인구는 2011년 3월 31일을 기준으로 2,238세대 4,710명이다.

## 행정 구역
- 금강리
- 몽해리
- 성재리
- 소산리
- 쌍풍리
- 엄길리
- 장천리
- 청룡리
- 태백리
- 화송리

## 교육
- 장천초등학교 (장천리)
- 서호북초등학교 (폐교) - 서호면 서호로 900 (성재리)
- 서호중학교 (장천리)